# Fieodosij Krasowski
Fieodosij Nikołajewicz Krasowski (ros. Феодосий Николаевич Красовский, ur. 26 września 1878 w Galiczu, zm. 1 października 1948 w Moskwie) – rosyjski i radziecki astronom i geodeta.

## Życiorys
W 1900 ukończył studia w Instytucie Mierniczym w Moskwie, w 1907 został jego wykładowcą, w 1917 profesorem, a od 1919 do 1921 był jego rektorem. W końcu 1928 z jego inicjatywy został założony Naukowo-Badawczy Instytut Geodezji, Aerofotogrametrii i Kartografii, którego został dyrektorem, a od 1930 do 1937 był jego wicedyrektorem ds. naukowych. Od 1924 do 1930 kierował pracami astronomiczno-geodezyjnymi i kartograficznymi w ZSRR. Opracował zagadnienia naukowo-teoretyczne i programowo-metodyczne budowy państwowej sieci geodezyjnej w ZSRR i rozwiązywał związane z tym problemy prac topograficznych i grawimetrycznych. Był autorem prac na temat geodezji. W 1939 został członkiem korespondentem Akademii Nauk ZSRR. Był odznaczony Orderem Lenina i Orderem Czerwonego Sztandaru Pracy. W 1943 otrzymał Nagrodę Państwową ZSRR, w 1952 pośmiertnie otrzymał ją po raz drugi.